# Cocker americano
Il cocker americano è una razza di cane selezionata negli Stati Uniti d'America a partire dal "cugino" cocker spaniel inglese. Il riconoscimento ufficiale della razza risale al 1930.
È apprezzato ed utilizzato soprattutto come cane da compagnia, sebbene i suoi antenati fossero ottimi cani da caccia.

## Descrizione
Di taglia media, è una razza robusta e ben proporzionata. Testa cesellata ed armoniosa, con cranio moderatamente arrotondato e stop evidente. Pelo lungo, setoso e frangiato. Tutti i colori uniti sono accettati, così come le combinazioni di due colori.

## Carattere

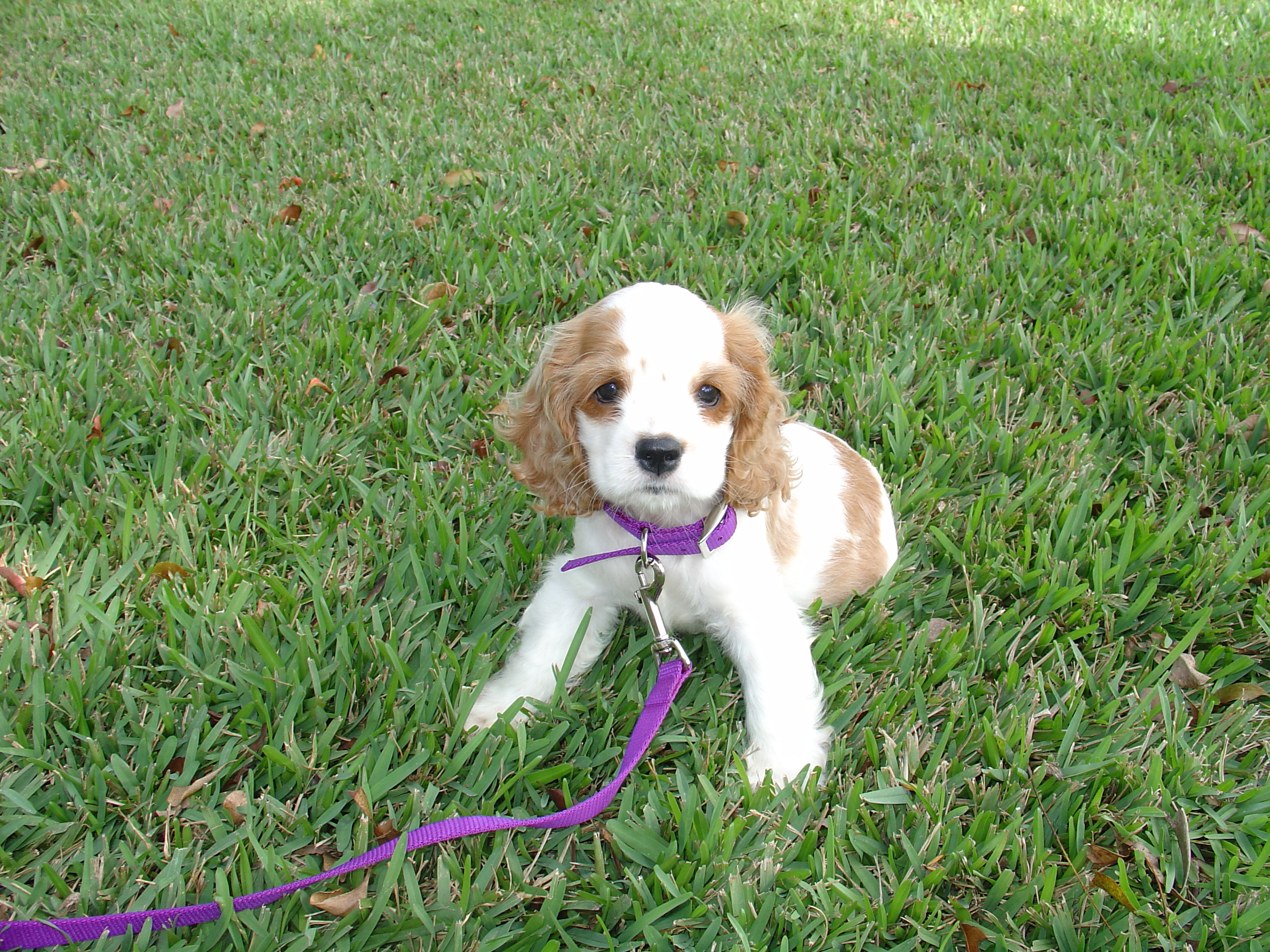
Cucciolo di cocker americano.

Attivo e gioioso, mai timido, sempre equilibrato, sa essere dolce e rispettoso.

## Cure
Il ricco mantello richiede frequenti toelettature, mediamente ogni 4-5 settimane.

## Nella cultura di massa
La protagonista Lilli del film Disney Lilli e il vagabondo è un cocker americano.